# 少力泡
少力泡是一个位于中国吉林省镇赉县的湖泊，面积约为5平方千米，平均水深约为2.5米。